# Desa Plososari (administrativ by i Indonesien, Jawa Timur, lat -7,76, long 113,03)
Desa Plososari är en administrativ by i Indonesien.   Den ligger i provinsen Jawa Timur, i den västra delen av landet, 700 km öster om huvudstaden Jakarta.